# عزیزم، (من همیشه تحت تأثیر) حضور توام
«عزیزم، (من همیشه تحت تأثیر) حضور (توأم)» ‎(به انگلیسی: ‎(I'm Always Touched by Your) Presence, Dear‎)‎، ترانهٔ شمارهٔ ۶ آلبوم نامه‌های پلاستیکی از گروه موسیقی بلاندی است و سومین تک‌آهنگ گروه بود که از سوی کریسلیس رکوردز نشر و پس از تک‌آهنگ بسیار موفق جهانی «دنیس» پخش می‌شد و در مه ۱۹۷۸ به رتبهٔ ۱۰ در بریتانیا رسید، گرچه هیچ‌گاه به عنوان یک تک‌آهنگ در ایالات متحده عرضه نشد.
این ترانه به وسیلهٔ نوازندهٔ بیس پیشین، گری ولنتاین برای دوست دختر آینده‌اش پیش از جدایی‌اش از گروه نوشته شده بود. گری هم‌چنین «اکس-افندر» را برای آلبوم با نام مشابه گروه، بلاندی نوشت.
درست به مانند «او را خرد کن» و «دنیس» این تک‌آهنگ روی واینیل ۷ و ۱۲ اینچی در بریتانیا عرضه شد و هر دو قالب به همراه دو بی-ساید بودند. یکی از ترانه‌های روی تک‌آهنگ «عزیزم، (من همیشه تحت تأثیر) حضور (توأم)» ترانهٔ «مشکل شاعر» از جیمی دستری بود که در اصل در آلبوم نامه‌های پلاستیکی قرار نگرفته بود. این ترانه برای بار اول روی سی‌دی در سال ۱۹۹۳ روی مجموعهٔ تلفیقی کم‌یاب بلاندی و آن سو و سپس به عنوان یک ترانهٔ اضافی در چاپ‌های مجدد سال‌های ۱۹۹۴ و ۲۰۰۱ نامه‌های پلاستیکی منتشر شد.
«عزیزم، (من همیشه تحت تأثیر) حضور (توأم)» در اولین مجموعهٔ تلفیقی «عظیم‌ترین آهنگ‌های» بلاندی با عنوان بهترین بلاندی، پخش‌شده در اکتبر ۱۹۸۱، قرار گرفت.

## پیشینهٔ پخش
‎UK 7" and 12" (CHS 2217)‎
1. ‎ «(I'm Always Touched by Your) Presence, Dear»‎ (گری ولنتاین) – ۲:۴۳
2. «Poets Problem» (جیمی دستری) – ۲:۲۰
3. «Detroit 442» (جیمی دستری، کریس استین) – ۲:۲۸

## جدول موسیقی
| جدول (۱۹۷۸) | حد رتبه |
| ----------- | ------- |
| بریتانیا    | ۱۰      |
| هلند        | ۱۰      |

## نسخه‌های تقلیدی و نمودها در سایر رسانه‌ها
- در سال ۱۹۹۵، انی لنکس از یورتمیکس این ترانه را برای آلبومش با عنوان مدوسا تقلید کرد. این ترانه در فهرست نهایی آلبوم قرار نگرفت اما به عنوان بی-ساید تک‌آهنگ «سایهٔ روشن‌تری از حصار» عرضه شد.